# Дубокоморски гигантизам
Дубокоморски гигантизам или понорски гигантизам у зоологији је тенденција да врсте животиња које живе у дубоким водама достигну већу величину од својих рођака у плитким водама у великом таксономском опсегу. Предложена објашњења за ову врсту гигантизма укључују неопходну адаптацију на нижу температуру, недостатак хране, смањени притисак грабежљиваца и повећану концентрацију раствореног кисеоника у дубоком мору. Тешки услови и негостољубивост подводног окружења уопште, као и неприступачност амбисалне зоне за већину досадашњих подводних возила које је направио човек смањују могућност проучавања овог феномена.
Примери овог феномена су џиновска мокрица, џиновски амфипода, јапански рак паук, немертеански црви, седмокрака хоботница, краљ харинге, одређене врсте раже, као као и низ врста лигњи као што су колосална лигња  џиновска лигња чији узорци су достигли 10 и 13 m.